# 8634 Neubauer
8634 Neubauer este un asteroid din centura principală de asteroizi.

## Descriere
8634 Neubauer este un asteroid din centura principală de asteroizi. A fost descoperit pe 5 aprilie 1981 la Stația Anderson Mesa de Edward L. G. Bowell. El prezintă o orbită caracterizată de o semiaxă mare de 2,65 ua, o excentricitate de 0,18 și o înclinație de 14,1° în raport cu ecliptica.